# Martinsthal

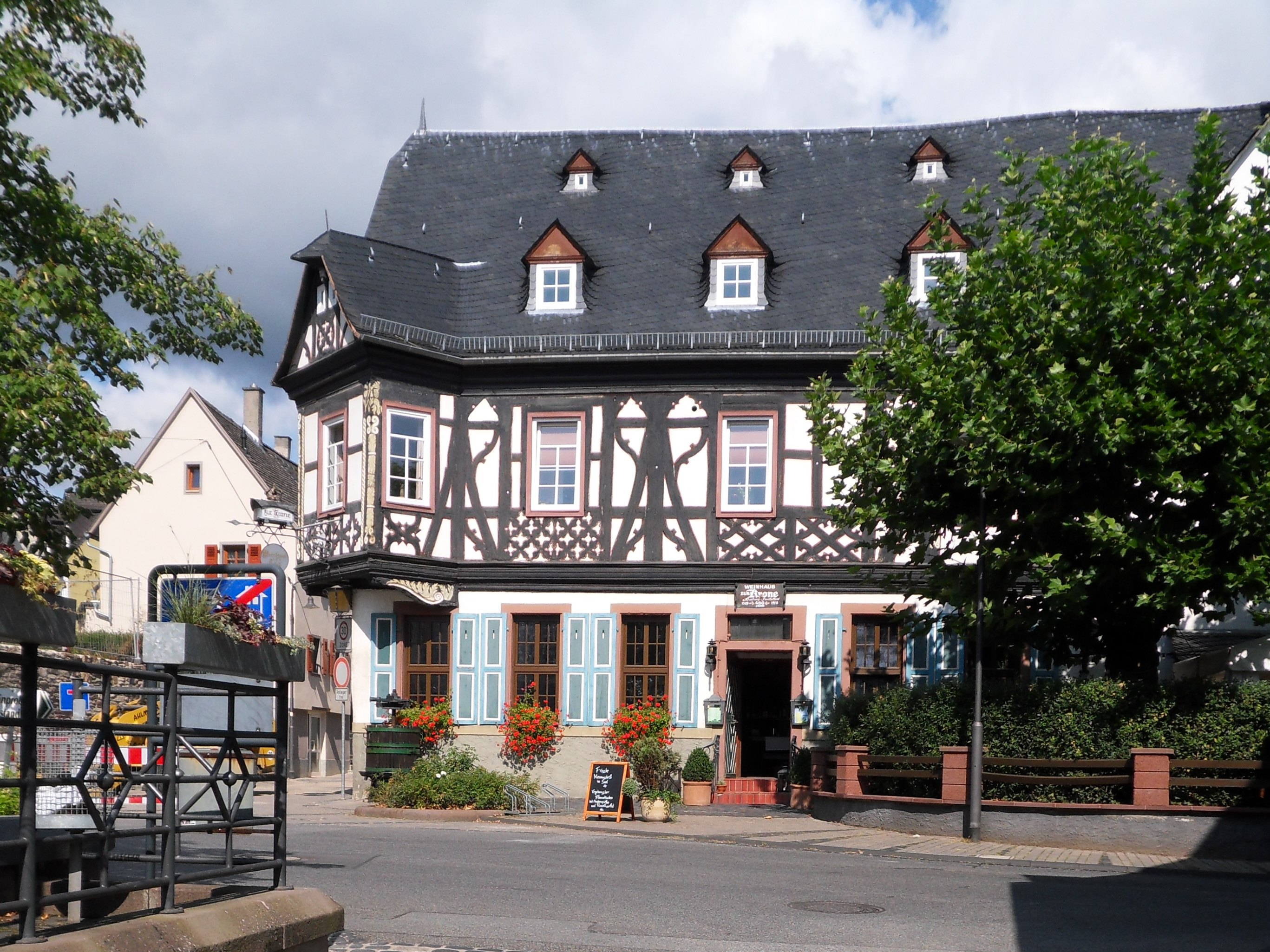
Entramado de madera ornamentado en el Hotel zur Krone en el Centro del pueblo

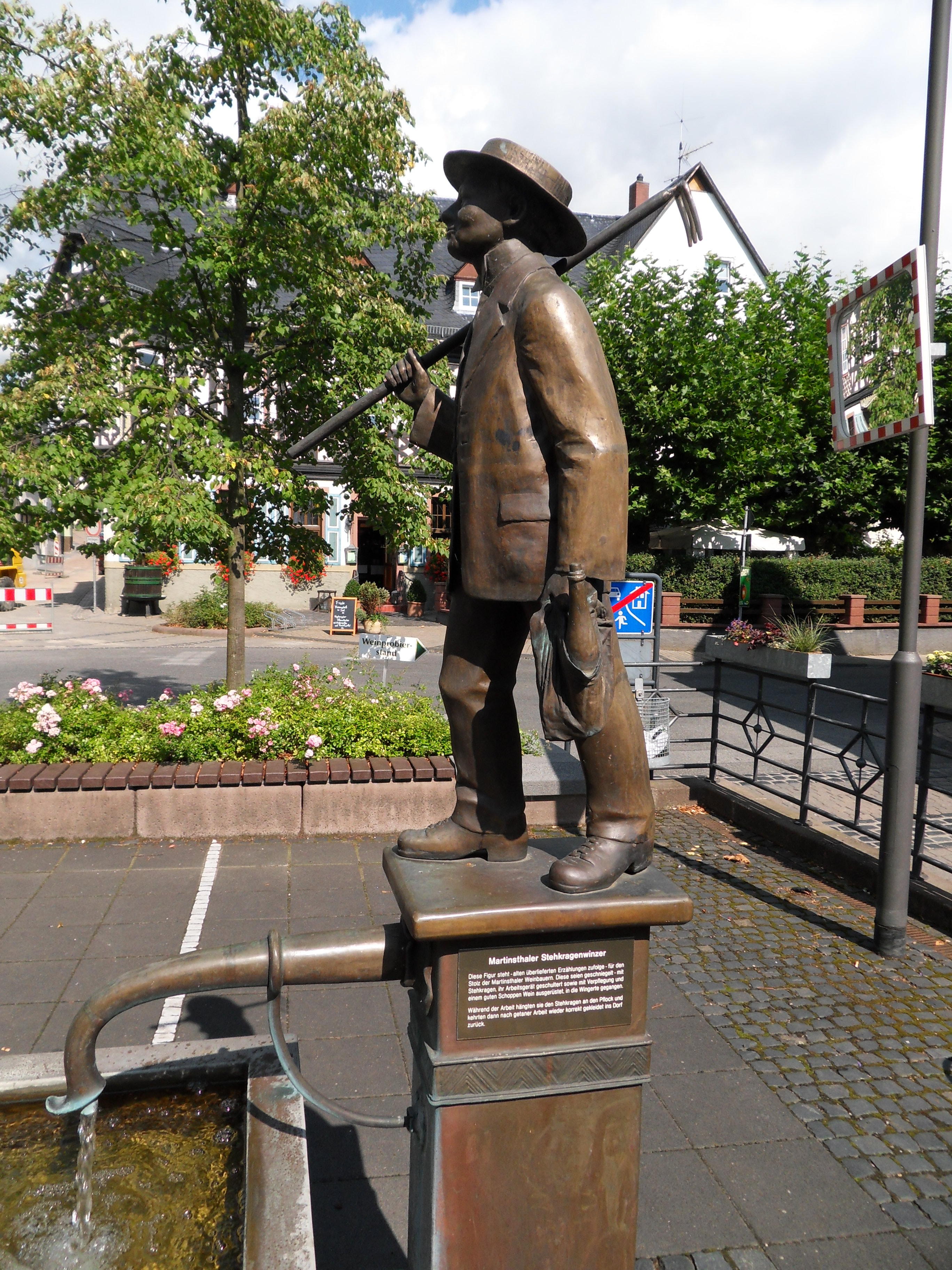
Estatua del Winzerbrunnen frente al Hotel Zur Krone

Martinsthal fue incorporado el 1 de enero de 1977 como un distrito local de Eltville am Rhein y con alrededor de 1.300 habitantes es su distrito más pequeño. El valle de Martinsthal es reconocido por su vino en la región vinícola de Rheingau.

## Ubicación geográfica
Martinsthal se encuentra a tres Kilómetros al norte de Eltville a 154 metros de altitud, en el estrecho y profundo valle de Walluftal, rodeado de viñedos. Mientras que el pueblo se construyó al oeste del arroyo, el terreno no desarrollado de Martinsthal se encuentra exclusivamente en lado este del Walluf. Por lo tanto, los viñedos de la localidad, especialmente el Martinsthaler Windsau se encuentran allí en el este. Sin embargo, los viñedos que se encuentra al oeste pertenecen al distrito de Rauenthal o a la ciudad de Eltville am Rhein. La zona al norte es mayormente boscosa. Aquí se encuentra el Birkenkopf, que con 311 metros el la elevación más alta de la lugar. Al norte de la misma, en el Rechtebach, Martinsthal limita con Wiesbaden-Frauenstein. La parte más pequeña al sur del distrito, donde el Walluftal se abre hacia el Rin, es casi exclusivamente Weinbergsland, y se encuentra junto a los bosquesy los viñedos de Niederwalluf. En el Sur, Martinsthal tiene una frontera común con Oberwalluf a lo largo del Walluf.

## Historia y Nombres
La fundación de la localidad Martinsthal está relacionada con la creación del Rheingauer Gebücks en el valle conexo. Los habitantes del asentamiento original Rode al este de la Walluf se establecieron por una invitación del arzobispo de Maguncia, Gerlach de Nassau de 1363, para crea un nuevo pueblo en el recién creado muro fronterizo de Rheingau. Este pueblo fue nombrado por su fundador como Mertinsdal, pero sin embargo arraigó el nombre de Neudorf. Para este asentamiento se liberó una pequeña parte del distrito de Rauenthal, lo suficientemente grande para la construcción de casas y patios..
Ya 1401 se había asignado a Martinsthal un sacerdote. En el año 1429, la comunidad obtuvo el derecho a tener su propio pastor. El lugar pertenecía al Vizedomamt Rheingau de Kurmainz y ya en 1604 estaba subordinado a la parroquia de Eltville.
Después de la disolución del Kurstaates fue Neudorf y en 1803 pertenece a Nassau-Usingen y perteneció durante la época del Ducado de Nassau al distrito de Eltville. Después de la anexión del Ducado por Prusia en 1867, fue asignado a la región de Rheingau en el distrito administrativo de Wiesbaden.
Johanna Philomena Grainger ("Miss Grainger", 1847-1904), una noble irlandesa y propietaria del monasterio Tiefenthal, fundó en 1902 la primera guardería para niños de Martinsthal. Fue considerada una benefactora del lugar y fue enterrada después de su muerte en el cementerio de Martinsthaler junto a su madre Anna Maria Grainger (1814-1897). Un camino en Martinsthal fue nombrado en su honor..
El 1 de enero de 1935 se volvió oficialmente al nombre originalmente previsto por el arzobispo Gerlach para el pueblo: Martinsthal.
En 1941, trabajadores forzados soviéticos fueron alojados en Martinsthal. Las mujeres fueron forzadas a trabajar en la fábrica de armamentos local Efen. A partir del 1 de enero de 1977, el pueblo se incorporó a la ciudad de Eltville am Rhein.

## Escudo de armas
El 26 de abril de 1966, el Municipio Martinsthal adoptó un Escudo de armas con el siguiente Blasón: En Rojo dos flechas de plata.

## Monumentos
- La antigua iglesia de San Sebastián y de San Lorenzo de principio del siglo XV.